# SC Rheindorf Altach
Az SC Rheindorf Altach egy osztrák sport és labdarúgóklub, melynek székhelye Altachban található. 1929. december 26-án alapították.
A 2014-2015-ös szezonban bronzérmes lett a csapat az osztrák élvonalbeli bajnokságban.

## Keret
2021. január 18-i állapot szerint.
| #  |     | Poszt | Név                    |
| -- | --- | ----- | ---------------------- |
| 1  | AUT | K     | Martin Kobras          |
| 2  | GER | V     | Berkay Dabanlı         |
| 3  | AUT | V     | Leonardo Zottele       |
| 4  | CMR | KP    | Samuel Gouet           |
| 5  | AUT | KP    | Philipp Netzer         |
| 7  | AUT | KP    | Mario Stefel           |
| 8  | GHA | CS    | Nana Kofi Babil        |
| 9  | AUT | CS    | Daniel Maderner        |
| 11 | AUT | KP    | Marco Meilinger        |
| 13 | AUT | K     | Tino Casali            |
| 15 | SUI | KP    | Alain Wiss             |
| 16 | AUT | V     | Emanuel Schreiner      |
| 17 | AUT | V     | Nosa Iyobosa Edokpolor |

| #  |     | Poszt | Név                                             |
| -- | --- | ----- | ----------------------------------------------- |
| 18 | AUT | V     | Jan Zwischenbrugger                             |
| 19 | AUT | V     | Emir Karić                                      |
| 20 | AUT | KP    | Johannes Tartarotti                             |
| 23 | SLO | KP    | Aljaž Casar                                     |
| 24 | AUT | V     | David Bumberger                                 |
| 25 | NGA | CS    | Chinedu Obasi                                   |
| 26 | AUT | KP    | Daniel Nussbaumer                               |
| 27 | AUT | KP    | Stefan Haudum                                   |
| 28 | BRA | V     | Anderson                                        |
| 30 | AUT | KP    | Manfred Fischer                                 |
| 32 | AUT | K     | Jakob Odehnal                                   |
| 33 | HUN | KP    | Bukta Csaba (kölcsönben a Liefering csapatától) |
| 34 | AUT | V     | Manuel Thurnwald                                |

## Sikerlista
- Osztrák másodosztály bajnok (2): 2006, 2014
- Osztrák harmadosztály bajnok/Regionalliga West (3): 1991, 1997, 2004
- Osztrák negyedosztály bajnok (1): 1986

## Nemzetközi kupaszereplés
| Szezon  | Kupasorozat | Forduló      | Ország     | Klub       | Hazai | Vendég | Összesítés |
| ------- | ----------- | ------------ | ---------- | ---------- | ----- | ------ | ---------- |
| 2015–16 | Európa-liga | 3. selejtező | Portugália | Vitória SC | 2–1   | 4–1    | 6–2        |
| 2015–16 | Európa-liga | Rájátszás    | Portugália | Belenenses | 0–1   | 0–0    | 0–1        |